# Cerithiopsis ara
Cerithiopsis ara är en snäckart som beskrevs av Dall och Bartsch 1911. Cerithiopsis ara ingår i släktet Cerithiopsis och familjen Cerithiopsidae. Inga underarter finns listade i Catalogue of Life.